# Johann Friedrich Gmelin
Johann Friedrich Gmelin (Turingia, 8 de agosto de 1748-Gotinga, 1 de noviembre de 1804) fue un naturalista y químico alemán.

## Biografía
Después de obtener su diploma de medicina a los 21 años, emprende un viaje a Países Bajos, Reino Unido y Austria.[cita requerida]
Gmelin obtiene una plaza de profesor de medicina en Turingia en 1772, al año siguiente obtiene la cátedra de filosofía y medicina en Gotinga y, en 1775, las cátedras de química, botánica y mineralogía.[cita requerida]
Propiamente dicho, Gmelin no fue un zoólogo. Publicó sobre todo trabajos de química, aunque supervisó entre 1788 y 1793 la decimotercera edición del Systema naturae de Carlos Linneo, que enriqueció con numerosas modificaciones y añadidos. Es por ello que en el sistema binominal de clasificación de los seres vivos su nombre aparece en varias ocasiones.[cita requerida]
Johann Friedrich Gmelin es el padre del químico Leopold Gmelin y sobrino de Johann Georg Gmelin (1709-1755), explorador, químico y botánico.[cita requerida]
Fue enterrado en el cementerio de Alban (Cheltenham Park), en Gotinga.[cita requerida]

## Actividades
Como todos los médicos de su época, fue un apasionado de todos los problemas que tenían relación con las ciencias naturales.

Grande es su obra que abarca las más diversas disciplinas: Química, Farmacología, Medicina, Botánica, Zoología, Mineralogía.

## Epónimos
Entre noventa especies y variedades llevan su nombre en su honor, como:
- (Apiaceae) Angelica gmelinii (DC.) Pimenov
- (Asteraceae) Endocellion gmelinii (Turcz. ex DC.) Panigrahi
- (Asteraceae)  Klasea gmelinii (Tausch) Holub
- (Asteraceae) Artemisia gmelinii Webb ex Stechm.
- (Boraginaceae) Batschia gmelinii Michx.
- (Brassicaceae) Alyssum gmelinii Jord. & Fourr.
- (Euphorbiaceae) Galarhoeus gmelinii (Steud.) Prokh.
- (Poaceae) Agropyron gmelinii (Trin. ex Schrad.) P.Candargy
- (Scrophulariaceae) Calceolaria gmelinii Phil.

## Obras
- Allgemeine Geschichte der Gifte, 2 vols, 1776/77
- Allgemeine Geschichte der Pflanzengifte, 1777. Ein Nachdruck der 2. Auflage von 1803 wurde verlegt bei Dr. Martin Sändig oHG, Walluf bei Wiesbaden 1974, ISBN 3-500-26320-8
- Allgemeine Geschichte der mineralischen Gifte, 1777
- Des Ritters Carl von Linné vollständiges Natursystem des Mineralreichs, nach der zwölften Lateinischen Ausgabe. In einer freyen und vermehrten Übersetzung von J. F. Gmelin. 4 Teile, Gabriel Nicolaus Raspe, Nürnberg 1777–1779, Online
- Einleitung in die Chemie, 1780
- Beyträge zur Geschichte des teutschen Bergbaus, 1783
- Ueber die neuere Entdeckungen in der Lehre von der Luft, und deren Anwendung auf Arzneikunst, 1784
- Grundsätze der technischen Chemie, 1786
- Abhandlung von der Wurmtrocknis, 1787
- "Caroli a Linné, Systema Naturae per Regna Tria Naturae, Secundum Classes, Ordines, Genera, Species, cum characteribus, differentiis, synonymis, locis. Editio Decima Tertia, Aucta, Reformata" Georg. Emanuel. Beer, Lipsiae (1788-1793); in seconda edizione: J.B. Delamollière, Lugduni
  - Tomo 1: Regnum Animale:
    - Parte 1: Mammalia. pp. [x.] 1–232, 1788, Online.
    - Parte 2: Aves. pp. 233–1032. [1789], Online
    - Parte 3: Amphibia und Pisces. pp. 1033–1516, [1789], Online
    - Parte 4: Insecta. pp. 1517–2224, [1790], Online
    - Parte 5: Insecta. pp. 2225–3020, [1790], Online
    - Parte 6: Vermes. pp. 3021–3910, [1791], en línea
    - Parte 7: Index; pp. 3911-4120. [1792], en línea

  - Tomo 2: Regnum Vegetabile:
    - Parte 1: Regnum Vegetabile; pp. 1-884, 1791, en línea
    - Parte 2: Regnum Vegetabile. pp. 885–1661, [1792], Online.

  - Tomo 3: Regnum Lapideum; pp. 1–476, 3 Tafeln, 1793, en línea.
- Grundriß der Mineralogie, 1790.
- Grundriß der Pharmazie, 1792.
- Geschichte der Chemie, 1799.
- Allgemeine Geschichte der thierischen und mineralischen Gifte, 1806